# オレンジ川

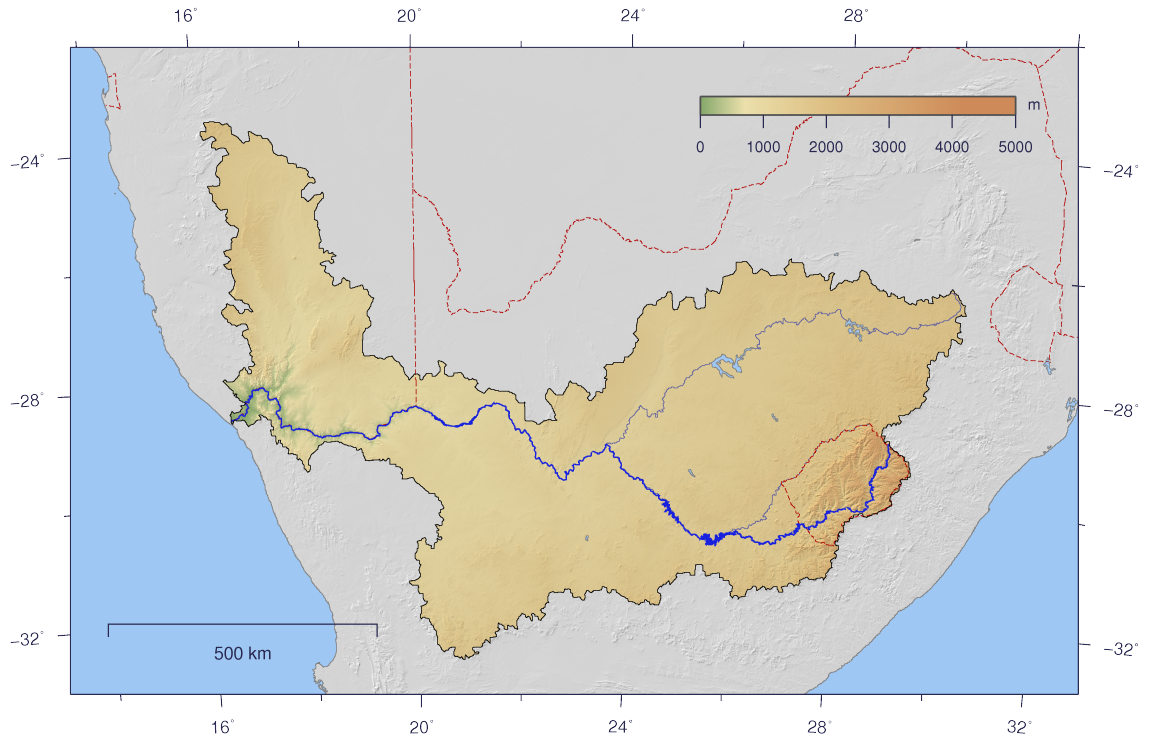
オレンジ川流域図

オレンジ川（オレンジがわ、アフリカーンス語:Oranjerivier、ソト語:Senqu、英語: Orange River）は、アフリカ南部を流れ大西洋に注ぐ河川。

## 地理
南アフリカ共和国とレソトの国境付近のドラケンスバーグ山脈に源を発しレソト国内を西に向かい、フリーステイト州の南端付近でカレドン川を合わせ、その付近から北西へ向きを変えて、キンバリーの西でバール川を合わせる。ここからは南北に向きを変えつつ基本的にはまっすぐ西へと向かい、アピントンを通り、その下流にあるオーグラビーズ滝を抜け、カラハリ砂漠の南の乾燥地帯を流れ大西洋に注ぐ。
東経20度線以西のオレンジ川本流は南アフリカとナミビアの国境であり、塩性湿地、淡水ラグーン、沼地、砂州、ヨシ原がある河口の氾濫原はラムサール条約登録地である。

## 支流
支流の大部分は年間を通じて水流があるわけではなく、時期によって涸れ谷になるものが多い。
- カレドン川
- バール川
- フィッシュ川